# جهان‌خانملو
جهان‌خانملو روستایی است که در استان اردبیل، شهرستان بیله‌سوار، بخش انجیرلو، دهستان انجیرلو قرار دارد. در زبان ترکی آنان را جانخانملی نامیده‌اند چرا که زنی بوده منتسب به زمان شاه طهماسب یکم دلیر و دلاور دست به شمشیر و دعا.
شهرت جهانخانملویی‌ها در گذشته از آن است که در زمان صفویان در صف اول قزلباشان میجنگیدند چرا که بارها دست به شورش درون ارتش صفوی میزدند و خواستار احترام همگانی سربازان حتی پیش قراوول ارتش و شخص شاه اسماعیل بودند و معتقد بودند هر جهانخانملویی برابر با پنج سوار نظام است و حتی زبده‌ترین ارتش جهان یعنی ینی چری عثمانی نیز تاب مقاومت برابر جهانخانملویی‌ها را نداشتند .در عصر حاضر نیز این طایفه را به رسم افتخارات گذشته محترم میشمارند. اکثریت آنان امروزه ساکن اردبیل در شمال غربی ایران اند عده ای کثیر در تهران عده ای قلیل در تبریز، باکو، دیاربکر و اصفان‌اند. از خصوصیات افراد این طایفه جنگ طلبی، اتحاد، دینداری زبانزد خاص و عام می‌باشد.خ

## جمعیت
بر اساس سرشماری سال ۱۳۸۵ جمعیت این روستا ۳۳۳ نفر با ۶۲ خانوار بوده‌است.